# 列尔瓦勒
列尔瓦勒（法語：Lierval，法語發音：[ljɛʁval]）是法国上法蘭西大區埃纳省的一个市镇，属于拉昂区。

## 地理
列尔瓦勒（49°29'3"N, 3°37'0"E）面积3.77 平方千米，位于法国上法蘭西大區埃纳省，该省份为法国北部内陆省份，北起北部省，西接索姆省和瓦兹省，东临阿登省和马恩省，西南至塞纳-马恩省，东北部与比利时接壤。
与列尔瓦勒接壤的市镇（或旧市镇、城区）包括：舍夫勒尼、科利吉-克朗德兰、蒙特诺、努维永勒维讷、普雷勒和蒂耶尔尼、特吕西。

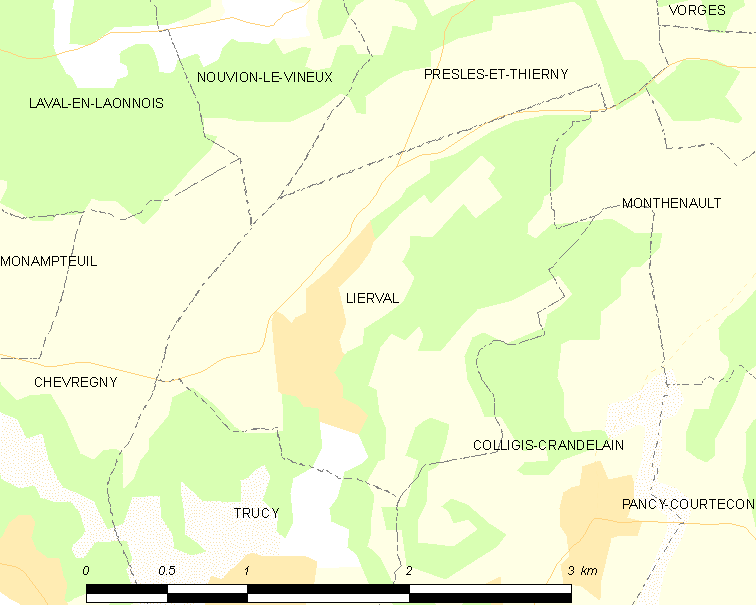
列尔瓦勒的OSM定位图

列尔瓦勒的时区为UTC+01:00、UTC+02:00（夏令时）。

## 行政
列尔瓦勒的邮政编码为02860，INSEE市镇编码为02429。

## 政治
列尔瓦勒所属的省级选区为拉昂第二县。

## 人口

1962-2008年间列尔瓦勒人口变化图示

列尔瓦勒于2022年1月1日时的人口数量为120人。